# Deutsche Botschaft Dublin
Die Deutsche Botschaft Dublin ist die diplomatische Vertretung der Bundesrepublik Deutschland in der Republik Irland.

## Lage und Gebäude
Die Kanzlei der Botschaft befindet sich in der Gemeinde Booterstown, einer Küstenstadt in der Grafschaft Dún Laoghaire-Rathdown etwa 7 km südlich der irischen Hauptstadt Dublin. Die Straßenadresse lautet: 31 Trimleston Avenue, Merrion, Booterstown, County Dún Laoghaire-Rathdown, A94 TX94, Irland.
Das gut 5 km nordwestlich im Dubliner Stadtteil Portobello gelegene Außenministerium ist in der Regel in einer Viertelstunde erreichbar. Zum 17 km nördlich befindlichen Flughafen Dublin ist mit einer Fahrtzeit von einer halben Stunde zu rechnen. Der Fähranleger der Irish Ferries und Stena-Line bietet Verbindungen nach Holyhead (Wales), Bootle (bei Liverpool, England) Cherbourg (Frankreich) und Douglas (Isle of Man); er ist im 20 Minuten entfernten Hafen zu erreichen.
Die Kanzlei der Botschaft wurde 1977 von der damaligen Bundesbaudirektion geplant und 1981 fertig gestellt. Das Gebäude spiegelt die späte Phase der zweckmäßigen Moderne, wie sie in den 1970er Jahren die Bauweise von Funktionsgebäuden bestimmte. Auf dem Gelände der Kanzlei befinden sich auch Dienstwohnungen. In den Jahren 2012 bis 2016 erfolgte eine Grundsanierung mit Umbau des Kanzleigebäudes. Dabei ging es darum, die Haustechnik einem neuen Raumkonzept anzupassen. Auch die Sanitärtechnik war zu erneuern. Ferner wurde die Aluminium-Vorhangfassade einschließlich der Wärmedämmung und der Flachdachaufbau erneuert. Die Arbeiten in der Kanzlei dienten auch der Verbesserung des Brandschutzes. Die Außenanlagen wurden umgestaltet.
Bei der Residenz des Botschafters handelt es sich um ein landestypisches Einzelhaus. Es wurde in den Jahren 2013 bis 2015 teilsaniert. Die Maßnahme diente zunächst der Erneuerung des durch Feuchtigkeit und Absenkungen beschädigten Wintergartens; dieser wurde abgerissen und durch eine funktionale Erweiterungsfläche als repräsentativer Anbau ersetzt. Ferner wurde die Heizung erneuert. Eine neue Dämmung im Dachraum der Residenz, die Erneuerung des Gästebades in den privaten Räumlichkeiten sowie der Einbau eines barrierefreien Gäste-WCs wurden mit erledigt.

## Auftrag und Organisation
Die Deutsche Botschaft Dublin hat den Auftrag, die deutsch-irischen Beziehungen zu pflegen, die deutschen Interessen gegenüber der Regierung von Irland zu vertreten und die Bundesregierung über Entwicklungen in Irland zu unterrichten.
In der Botschaft werden die Sachgebiete Politik, Wirtschaft und Kultur bearbeitet.
Das Referat für Rechts- und Konsularaufgaben der Botschaft bietet deutschen Staatsangehörigen alle konsularischen Dienstleistungen und Hilfe in Notfällen an. Es besteht ein telefonischer Rufbereitschaftsdienst. Der konsularische Amtsbezirk der Botschaft umfasst ganz Irland. Die Visastelle erteilt Einreiseerlaubnisse für in Irland ansässige Staatsangehörige dritter Länder.
In der Regel ist es für Rechtsreferendare möglich, ihre Verwaltungs- oder Wahlstation sowie für Studenten höherer Semester ein Praktikum an der Botschaft abzuleisten.
Ein Honorarkonsul der Bundesrepublik Deutschland ist in Galway (Provinz Connacht im Westen des Landes) bestellt und ansässig.

## Geschichte
Die Republik Irland erlangte am 6. Dezember 1921 die Unabhängigkeit vom Vereinigten Königreich. Ab 1923 unterhielt das Deutsche Reich eine Gesandtschaft in Dublin, die angesichts der irischen Neutralität bis zum Ende des Zweiten Weltkriegs 1945 bestehen blieb. Die Bundesrepublik Deutschland eröffnete am 26. Juli 1951 erneut eine Gesandtschaft, die am 16. November 1959 in eine Botschaft umgewandelt wurde.
Die Republik Irland nahm am 21. November 1980 diplomatische Beziehungen mit der DDR auf. Die Botschafter der DDR in London (Vereinigtes Königreich) waren bis zum Jahr 1990 in Dublin nebenakkreditiert. Mit dem Beitritt der DDR zur Bundesrepublik Deutschland endeten die bilateralen Beziehungen.